# خوان سباستيان إلكانو
خوان سباستيان إلكانو (بالإسبانية: Juan Sebastián Elcano، ولد في 1476، غيتاريا، غيبوثكوا، إسبانيا - توفي في 4 أغسطس 1526، المحيط الهادئ) رحالة إسباني.
يعتبر أول رحالة دار حول الكرة الأرضية بعد مقتل قائده ماجلان، و كان يعتبر إلكانو من أفراد طاقم رحلة فرناندو ماجلان والتي كان هدفها ايجاد طريق آخر غير طريق رأس الرجاء الصالح للوصول إلى جزر التوابل وكانت الرحلة مكونة من 241 رجلا من كافة الدول الأوروبية ومنها من الإسبان والبرتغاليين والإيطاليون والألمان والفرنسيين والإنجليز واليونانيين والهولنديين وغيرها من الدول لكن لم ينجُ منهم إلا 17 فرداً وكان إلكانو واحد منهم.

## بداية حياته
ولد إلكانو في غيتاريا في إقليم الباسك بإسبانيا، و هو روماني كاثوليكي وكان أحد أخويه مارتن إلكانو قسيساً، وقد كان ضمن حملة إسبانية ضد الجزائر ولكنه قام بمخالفة القوانين الإسبانية حيث قام بتجارة غير شرعية، لكنه طلب العفو من الملك تشارلز في ذلك الوقت فسمح له بالذهاب مع رحلة ماجلان مقابل العفو عنه.

## رحلتة مع ماجلان
في بداية رحلته مع ماجلان حاول أن يشارك في الثورة على ماجلان لكونه قائداً لرحلة تتألف من 5 سفن و241 بحارا، لكن ماجلان تمكن من السيطرة على زمام الأمور في الوقت المناسب وقام بإعدام الثوار عليه ومن ثم جعله ماجلان بمنصب نائب قائد الطاقم، وعند وصول الطاقم إلى الفيليبين قام السكان المحليين هناك بقتل ماجلان، فأصبح إلكانو رئيساً للطاقم وخلال الرحلة كان الماء يتسرب من سفينة ترينداد والتي كان إلكانو على متنها فانتقل إلى السفينة فكتوريا والتي كانت أصغر من ترينداد فتمكن بواسطتها من الوصول إلى إسبانيا وعلى متنها 17 راكب، وقد اتمت الرحلة مدة ثلاثة سنوات من عام 1519 إلى عام 1522م.

## وفاة إلكانو
عند وصول إلكانو وأفراد الطاقم إلى إسبانيا لم تتم ترقيتهم، إلا أن تم اختياره للمشاركة في حملة غارثيا خوفري دي لوايسا إلى المحيط الهادئ فقتل هناك في إحدى الجزر مع غارثيا خوفري دي لوايسا عام 1526م مع العديد من طاقمهم إلا أن بعض الجنود نجوا وعادوا إلى إسبانيا.